# Barcelona Open (golfe)
O Torras Hostench Barcelona Open foi um torneio de golfe no Circuito Europeu de Golfe, criado em 1988 e disputado no Real Club de Golf El Prat, em Barcelona [captital da Catalunha], na Espanha. O torneio foi vencido pelo inglês David Whelan no playoff contra Nick Faldo, Barry Lane e Mark Mouland. Todos obtiveram uma pontuação de 276 (−12).

## Campeões
| Ano  | Campeão      | País       | Pontuação | Ao par | Margem de vitória    | Vice-campeões                      | Ref         |
| ---- | ------------ | ---------- | --------- | ------ | -------------------- | ---------------------------------- | ----------- |
| 1988 | David Whelan | Inglaterra | 276       | −12    | Playoff (4.º buraco) | Nick Faldo Barry Lane Mark Mouland | [ 1 ] [ 2 ] |